# Budacień
Budacień (biał. Будацень; ros. Будотень, ros. nazwa normatywna Будатин) – przystanek kolejowy pomiędzy miejscowościami Homel i Budacin, w rejonie homelskim, w obwodzie homelskim, na Białorusi. Położony jest na wschodniej obwodnicy kolejowej Homla.